# Ammoniumarsenat
Ammoniumarsenat ist eine anorganische chemische Verbindung aus der Gruppe der Arsenate.

## Gewinnung und Darstellung
Ammoniumarsenat kann durch Reaktion von Arsensäure mit Ammoniak gewonnen werden, wobei das Trihydrat entsteht.
{\displaystyle \mathrm {H_{3}AsO_{4}+3\ NH_{3}+3\ H_{2}O\longrightarrow (NH_{4})_{3}AsO_{4}\cdot 3H_{2}O} }

## Eigenschaften
Ammoniumarsenat ist ein weißer Feststoff, der in Form von rhombischen Kristallblättchen vorliegt. Er verliert an Luft Ammoniak und Wasser und geht in das Hydrogenarsenat über. Beim Kochen der wässrigen Lösung entweicht so viel Ammoniak, dass die Zusammensetzung der Lösung dem Dihydrogenarsenat entspricht.